# Tottenham Hotspur FC (rezerva a akademie)
Rezerva Tottenham Hotspur FC je rezervní tým anglického klubu Tottenham Hotspur FC. Rezerva hraje ligovou sezónu v Premier League do 21 let, což je nejvyšší liga v Anglii pro tuto věkovou kategorii. Trenérem je Ugo Ehiogu.
Akademie Tottenham Hotspur FC jsou týmy anglického klubu Tottenham Hotspur FC od 8 do 18 let. V 16 letech zde nejlepší hráči podepíší dvouroční školní kontrakt a potom působí v 1. a 2. roce akademie. Po absolvování těchto dvou let jim klub buďto nabídne profesionální kontrakt a nebo je propustí. Trenérem je John McDermott.

## Sestava U21
Aktuální k datu: 8. březen 2016
| Číslo |        | Pozice | Hráč                   |
| ----- | ------ | ------ | ---------------------- |
| —     | Anglie | B      | Harry Voss             |
| —     | Anglie | B      | Luke McGee             |
| —     | Anglie | B      | Tom Glover             |
| —     | Anglie | O      | Kyle Walker-Peters     |
| —     | Anglie | O      | Christian Maghoma      |
| —     | USA    | O      | Cameron Carter-Vickers |
| —     | Anglie | O      | Luke Amos              |
| —     | Anglie | Z      | Joshua Onomah          |
| —     | Anglie | Z      | Anton Walkes           |
| —     | Anglie | Z      | Laste Dombaxe          |

| Číslo |           | Pozice | Hráč             |
| ----- | --------- | ------ | ---------------- |
| —     | Anglie    | Z      | Harry Winks      |
| —     | Anglie    | Z      | Luke Amos        |
| —     | Kypr      | Z      | Anthony Georgiou |
| —     | Slovensko | Z      | Filip Lesniak    |
| —     | Anglie    | Z      | William Miller   |
| —     | Anglie    | Z      | Cy Goddard       |
| —     | Anglie    | Ú      | Anthony Georgiou |
| —     | Anglie    | Ú      | Emmanuel Sonupe  |
| —     | Anglie    | Ú      | Shayon Harrison  |

## Sestava U18

### 2. rok
Aktuální k datu: 8. březen 2016
| Číslo |           | Pozice | Hráč                   |
| ----- | --------- | ------ | ---------------------- |
| —     | Austrálie | B      | Thomas Glover          |
| —     | Irsko     | B      | Thomas McDermott       |
| —     | USA       | O      | Cameron Carter-Vickers |
| —     | Nigérie   | O      | Christian Maghoma      |
| —     | Anglie    | O      | Joe Muscatt            |
| —     | Anglie    | O      | Christopher Paul       |

| Číslo |        | Pozice | Hráč              |
| ----- | ------ | ------ | ----------------- |
| —     | Itálie | Z      | Armani Daly       |
| —     | Anglie | Z      | Charlie Hayford   |
| —     | Anglie | Z      | Charlie Owens     |
| —     | Řecko  | Z      | Zenon Stylianides |
| —     | Anglie | Z      | Shilow Tracey     |
| —     | Anglie | Ú      | Ryan Loft         |

### 1. rok
Aktuální k datu: 8. březen 2016
| Číslo |         | Pozice | Hráč            |
| ----- | ------- | ------ | --------------- |
| —     | Anglie  | B      | Brandon Austin  |
| —     | Anglie  | B      | Alfie Whiteman  |
| —     | Anglie  | O      | Jaden Brown     |
| —     | Nigérie | O      | Joy Mukena      |
| —     | Anglie  | O      | Japhet Tanganga |
| —     | Anglie  | O      | Nick Tsaroulla  |
| —     | Anglie  | Z      | Keanan Bennetts |

| Číslo |         | Pozice | Hráč             |
| ----- | ------- | ------ | ---------------- |
| —     | Anglie  | Z      | Dylan Duncan     |
| —     | Anglie  | Z      | Marcus Edwards   |
| —     | Anglie  | Z      | George Marsh     |
| —     | Kypr    | Z      | Jack Roles       |
| —     | Nigérie | Z      | Samuel Shashoua  |
| —     | Nigérie | Ú      | Aramide Oteh     |
| —     | Anglie  | Ú      | Kazaiah Sterling |

## Úspěchy
- FA Premier Reserve League — Jih ( 1× )
  - 2005/06
- FA Youth Cup ( 3× )
  - 1970, 1974, 1990
- Barclays U21 Premiership League — 2. skupina ( 1× )
  - 2012/13
- Barclays U21 Premiership League — elitní skupina ( 1× )
  - 2012/13
- Eurofoot Tournament ( 2× )
  - 2007, 2011
- Premier League Champions Cup ( 1× )
  - 2014